# Martín de Zalba
Martín de Zalba (Pamplona, 1337 circa – Salon-de-Provence, 27 ottobre 1403) è stato un vescovo e cardinale spagnolo, noto come il Cardinale di Pamplona.

## Biografia

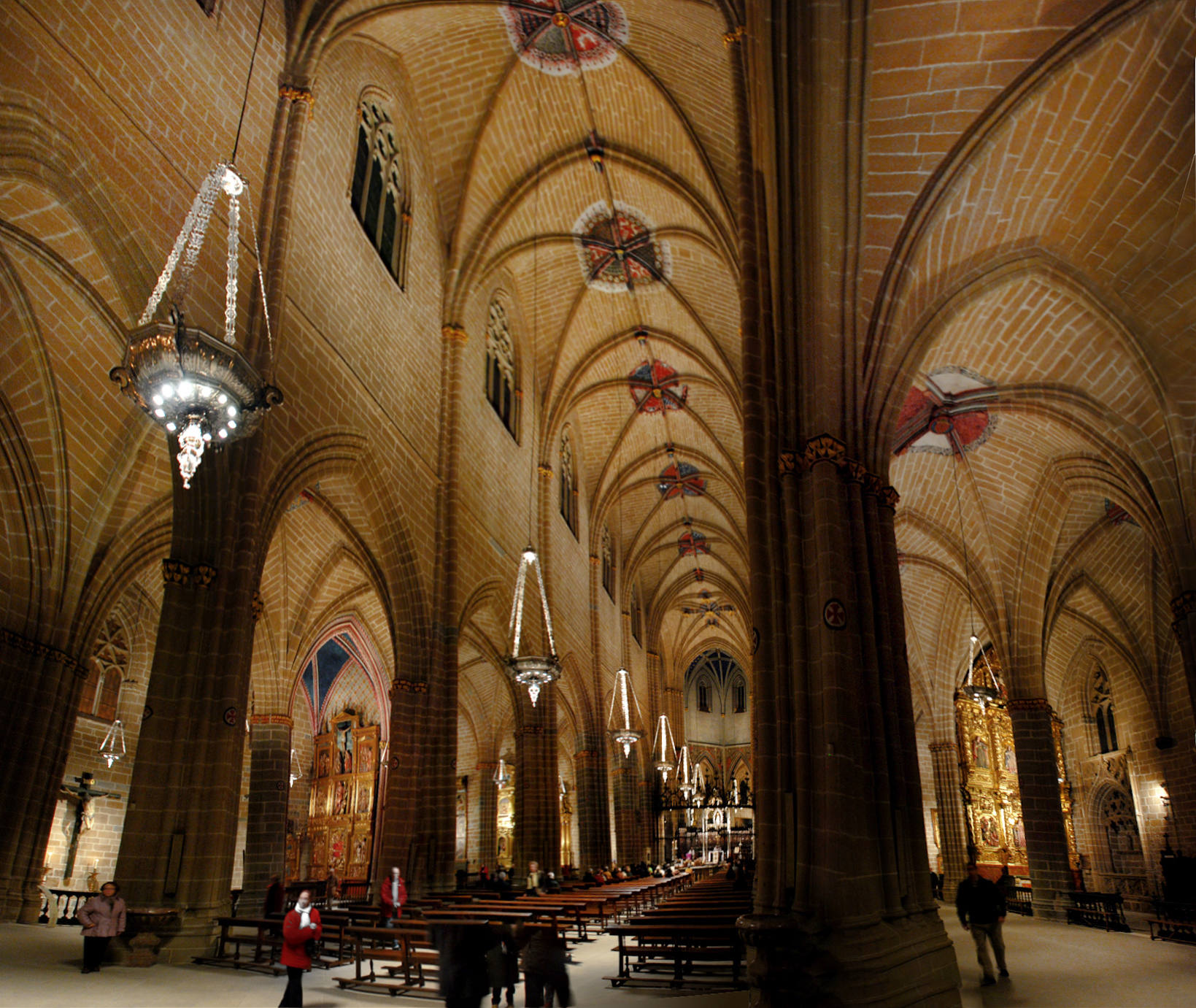
Veduta dell'interno gotico della Cattedrale di Pamplona

Nato a Pamplona, nell'allora regno di Navarra, era un membro della nobile famiglia dei Montagnes de Pampelune. Anche il nipote Miguel de Zalba divenne pseudocardinale nel 1404.
Studiò presso l'Università di Avignone, completando gli studi in utroque iure. Divenne un prestigioso professore di legge pressi tale università e allo stesso tempo ebbe una folgorante carriera ecclesiastica: vicario generale della diocesi di Dax in 1363, prevosto di Elna nel 1367, diacono della Cattedrale di Santa Maria di Tudela nel 1375 e referendario di papa Gregorio XI verso il 1377.
Il 16 dicembre 1377 fu nominato   vescovo di Pamplona e fu consacrato a Roma nel gennaio o febbraio dell'anno successivo. Fu inviato a Lucca per negoziare la pace con Firenze e ritornò a Roma dopo l'elezione di papa Urbano VI, avvenuta l'8 aprile 1378. I cardinali che si erano riuniti ad Anagni lo inviarono come loro ambasciatore a Tivoli per incontrare il papa e chiedergli di abdicare, ma invece venne arrestato ed incarcerato.
Dopo il rilascio, de Zalba ritornò a Pamplona, dove celebrò un sinodo nel 1388 e nel 1394 iniziò la ricostruzione della cattedrale. Nel contempo fu cancelliere del re Carlo II di Navarra, il Malvagio. Il 6 febbraio 1390 riuscì a far aderire il nuovo re Carlo III di Navarra alla obbedienza avignonese; fino ad allora il regno era rimasto neutrale nello scontro tra il papa e l'antipapa. Consacrò e incoronò re Carlo III di Navarra in Pamplona il 13  febbraio 1390. Su richiesta del re, fu promosso al cardinalato dall'antipapa Clemente VII.
Fu creato pseudocardinale-presbitero con il titolo di San Lorenzo in Lucina nel concistoro del 21 luglio 1390; allo stesso tempo fu nominato amministratore apostolico della sua precedente sede vescovile, che occupò fino alla sua morte.
Il 3 giugno 1393 entrò a far parte della curia in Avignone. Il 16 settembre 1394 era presente alla morte dell'antipapa Clemente VII. Prese parte al conclave del 1394, che elesse l'antipapa Benedetto XIII. Fu poi esecutore testamentario del  cardinal Guillaume d'Aigrefeuille il Giovane. Fu nominato legato apostolico a Parigi presso il re Carlo VI di Francia nel 1398, ma il re non lo ricevette.
Rimase fedele all'antipapa nell'agosto e nel settembre 1398; durante l'assedio di Avignone la sua casa fu saccheggiata; de Zalba fu arrestato per tradimento e il 24 ottobre 1398 venne messo in prigione in una lugubre cella in Boulbon per ordine di Geoffroy Bonecicaut. Sei mesi più tardi, nel marzo o aprile 1399, fu liberato dopo aver pagato un forte riscatto. Venne espulso da Avignone nel 1401.
Fu Camerlengo del Sacro Collegio dei Cardinali dal 1401 fino  alla sua morte. Ricevette in custodia le memorie di ventuno cardinali relative ai rapporti con la Francia sotto l'antipapa Benedetto XIII. Organizzò la fuga dell'antipapa nella notte tra l'11 e il 12 marzo 1403.
Morì il 27 ottobre 1403 a Salon-de-Provence, nei pressi di Narbona. Fu sepolto nella chiesa dei certosini di Sainte-Marie de Bon Pas in Avignone.